# Cecilia Gärding
Cecilia Gärding född 10 september 1977 Kramfors, Ångermanland, är en svensk författare och filmskapare.

## Biografi
Gärding bor numera i Stockholm. Hon är redaktör för gymnasieboken Afrosvensk i det nya Sverige (2012), som innehåller afrosvenska ungdomars egna historier. Boken inspirerade till Sveriges första hiphopbaserade opera, Folkoperan Remixed. Den ligger också till grund för ungdomsfilmen Vi är som apelsiner, som Cecilia Gärding gjorde tillsammans med sin bror Mikael Haines Gärding. Filmen är inspelad i Umeå. Denna film vann Bästa utländska film, 2014 på LA Femme International Filmfestival, i Hollywood.  Filmen fick även pris som Best Practice Against Extremism i media sektorn, 2016, av organisationen PIPE samt det Slovakiska Presidentskapet i EU. Boken "Mångfalden i det svenska filmarvet 1890–1950” (2016) nominerades till Selmapriset. På grund av hennes arbete närvarade hon på Student Academy Awards, 2016 i Hollywood. Hennes bok är nu en del av kollektionen på The Margaret Herrick Library, Oscarsbiblioteket. Cecilia Gärding vann också priset Women inspiring Europe, 2014 som ges ut av European Institute for Gender Equality.

## Filmografi
- 2012 – Vi är som apelsiner